# Евдокимов, Иван Васильевич
Иван Васильевич Евдокимов (22 января (3 февраля) 1887 года, Кронштадт — 28 августа 1941 года, Москва) — русский писатель, искусствовед, библиотекарь, прозаик и драматург, поэт, краевед, критик.

## Биография
Родился в семье флотского фельдфебеля (боцманмата), был младшим ребёнком. Почти всё детство провёл в Кронштадте. С восьми лет рос в деревне под Вологдой, у Кубенского озера. Учился в земской школе, затем в двукласном министерском училище. Недоучившись, начал работать: пробовал себя в торговле, работал писцом, телеграфистом и статистиком. С 1903 года входил в вологодскую большевистскую организацию (член райкома), занимался агитацией среди рабочих вологодских предприятий и солдат Моршанского пехотного полка. В 1905 году был в Петербурге и участвовал в манифестациях. В 1908 году интерес к революционной деятельности потерял и в дальнейшем ни к каким партиям не примыкал, хотя и оставался «попутчиком» большевиков.
Аттестат зрелости получил в 1911 году в Вологодской гимназии, после чего поступил на историко-филологический факультет Санкт-Петербургского университета. Осенью 1915 года был вынужден прервать обучение и вернуться в Вологду: его отец попал из-за долгов в тюрьму, и семья осталась без средств. Поступил на работу конторщиком на железной дороге, где оставался до конца 1917 года. После революции устроился библиотекарем в Вологодский молочно-хозяйственный институт, учительствовал в деревне Агафоново, читал лекции по истории русского и западноевропейского искусства в Вологодском институте народного образования. Являлся активным членом Северного кружка любителей изящных искусств, публиковался в издании кружка «Временник».
В августе 1922 переселился в Москву, где поступил на работу техническим редактором книг по искусству в Госиздате. Вступил в Общество по изучению русской усадьбы, в 1923 году выпустил несколько собственных искусствоведческих книг. В 1923 году, после реорганизации Госиздата, был переведён в литературно-художественный отдел, где попал в творческую атмосферу, познакомился с ведущими литераторами того времени: Есениным, Леоновым, Клычковым, Сейфуллиной, Казиным, Ивановым, Шишковым, и уже через год заявил о себе как о прозаике. Молодого писателя заметили Фурманов и редактор журнала «Красная новь» Воронский, обратил внимание на его творчество и Максим Горький. Они вселили в Евдокимова уверенность в собственных силах и способствовали публикации его произведений. В 1925 году он пишет роман «Колокола», признанный лучшей книгой писателя. На волне успеха летом 1926 года Евдокимов уходит из Госиздата и полностью посвящает себя творчеству.
В конце 1920-х годов Евдокимов публиковал в «Красной нови» и других журналах свои рассказы, как реалистические, так и юмористические, хотя часто сталкивался с препятствиями со стороны редакторов. 16 декабря 1926 году он вступил в литературное объединение «Перевал», организованное Воронским, в котором взял на себя организаторскую работу. Выступавшая как оппозиционная Всероссийской ассоциации пролетарских писателей, группа оказалась под сильным давлением из-за связей Воронского с Троцким, и 20 октября 1927 года Евдокимов её покинул. В 1927 году опубликовал свой следующий роман — «Чистые пруды». Произведение подверглось резкой критике как за неудачную фабулу, так и за простоту изложения и фактические ошибки автора. Возможно, сказалось и участие его в «Перевале». Эта неудача, по собственному мнению Евдокимова, уничтожила его литературное имя, созданное «Колоколами».
С 1928 года в издательстве «Земля и фабрика» началась публикация собрания сочинений Евдокимова в четырёх томах. После «Чистых прудов» все произведения Евдокимова неизменно получали плохую критику. Его обвиняли в «мещанстве и обывательщине», которые он сам всей душой ненавидел. Он пытался противостоять травле, направленной в том числе и против других писателей, выступая на собраниях, но отношение к нему не менялось. Давление ослабло только в конце 1938 года, но к этому времени он отказался от попыток писать художественные произведения и вновь вернулся к искусствоведению. С 1939 по 1941 годы из под его пера вышло несколько биографий, в работе была повесть о Лермонтове. Однако закончить её Евдокимову не удалось: 28 августа 1941 года он умер в Москве.

### Литературная карьера
Впервые писать Евдокимов пробовал ещё в школе. В 1908 году в вологодской газете «Север» он опубликовал первую статью о книге «Мои записки» Леонида Андреева. После переезда в Петербург Евдокимов сразу включился в литературную жизнь. В 1913 году его стихи были опубликованы в сборнике «Чэмпионат поэтов», вышел поэтический сборник «Городские смены». Сохранился также неопубликованный сборник «Осень 1921 года», но сам Евдокимов в 1922 году, после встречи с Брюсовым, от поэтических притязаний отказался.
В начале 1920-х годов Евдокимов проявляет себя как искусствовед и краевед. Он публикует несколько работ о Русском Севере: «Север в истории русского искусства» (1921), «Вологодские стенные росписи» (1922), «Два памятника зодчества в Вологде» (1922), составляет словарь северных иконописцев. После переезда в Москву появляются его книги о Борисове-Мусатове, Врубеле, русской игрушке, текст к альбому гравюр Павлова «Провинция».
Путь Евдокимова как прозаика начинается в 1925 году с публикации в журнале «Октябрь» повести «Сиверко». Это была первая успешная после нескольких неудач с рассказами попытка, и после положительной рецензии на неё от Максима Горького, отметившим наблюдательность и даровитость автора, Евдокимов берётся за роман о событиях 1905 года на Вологодчине. Под названием «Колокола» он читает его Фурманову, а тот, поражённый, отвозит главы в «Правду» и «Известия» с требованием напечатать вместо своих очерков. Нравится роман и Вронскому, который публикует его в «Красной Нови». Роман пользуется успехом у критиков и читателей, и до 1935 года роман переиздаётся семь раз.
По данным Главиздата, в 1927 году имя Евдокимова стояло в одном ряду с такими популярными писателями, как Горький, Бабель, Гладков, Леонов и Зощенко. Но пик его славы уже позади. Последующие произведения получают отрицательную оценку. Стараясь писать проще, для масс, Евдокимов остаётся непонятным критикам. Как пишет Вольфганг Козак, последующие романы (романтические и остросюжетные «Чистые пруды» (1927), сочинённые всего за 19 дней, историческая трилогия «Заозёрье» (1928—1931), шпионский роман «Архангельск» (1933) и другие) «написаны небрежно, являются массовой, развлекательной литературой». Впрочем, критика в это время носила явно тенденциозный характер, и одинаково уничтожала как откровенно слабые произведения, так и вполне добротную литературу. Отдельная трудная судьба была у «Заозёрья»: первые две части начатого в 1926 году романа, посвящённые дореволюционным событиям, вышли без препятствий, а вот с третьей, где описывались восстания крестьян против большевиков и гражданская война, случилась заминка. Публикация состоялась только после личного вмешательства Луначарского, который дал материалу высокую оценку и подчеркнул его историческую важность.
В этот же период Евдокимов пробует себя в качестве драматурга. Его пьеса «Последняя бабушка из Семигорья» была поставлена на сцене Малого театра в 1934 году, но признания зрителя не получила. В том же 1934 году выходит автобиографический роман «Портрет Василия Мещерина». Последние художественные произведения появляются в конце 1930-х годов, среди них примечательны работа в жанре документалистики — повесть «Учительница Н. В. Покровская», и повесть «На солнце» (1937), посвящённая рыбной ловле, которой страстно увлекался писатель. В 1938 году Евдокимов возвращается в прежней нейтральной теме: искусствоведению. Он переписывает свою биографическую работу о Сурикове 1933 года, снабдив её заголовком «Повесть о великом художнике» (1938), и других русских художниках: «Репин» (1940), «Левитан» (1940), «Крамской» (1941).

## Наследие
Произведения Евдокимова активно издавались и переиздавались в 1920—1930-е годы, затем на долгое время интерес к его творчеству угас, в повторной печати выходили только некоторые искусствоведческие работы. Публикации возобновились в 1980-е годы, когда стали появляться сборники произведений писателя.
Основная часть архива Евдокимова, включая дневники за 1907—1941 годы, хранится в ЦГАЛИ. Часть рукописей находится в Российской государственной библиотеке.

## Сочинения
Художественная литература
- Собрание сочинений. Т. 1—4. М., 1928—1931.
- Городские смены, 1913 (сборник стихов)
- Сиверко, М., 1925 (повесть)
- Колокола // «Красная Новь» № 2, 1926 (роман)
- Овраги, М.,1927 (сборник рассказов)
- Чистые пруды, Харьков, 1927 (роман)
- У Трифона-на-корешках, Харьков, 1927 (сборник рассказов)
- Заозёрье, 1928—1931 (роман)
- Зеленая роща, М., 1931 (роман)
- Закоулки. М., 1932 (сборник рассказов)
- Архангельск, М., 1933 (роман)
- Дорога, М., 1932, 1933 (повесть)
- Портрет Василия Мещерина, 1934 (роман)
- Жар-птица // «Новый мир», 1936, № 2-4
- На солнце, М., 1939 (повесть)

Биографии
- В. Э. Борисов-Мусатов. М., 1924
- М. А. Врубель, М., 1925
- В. И. Суриков, 1933, 1940
- Репин, М.,1940
- Левитан, 1940; 1959, 3-е изд. 2007
- Павлин Виноградов. 1941, 1950

Искусствоведение
- Север в истории русского искусства, Вологда, 1921
- Вологодские стенные росписи, Вологда, 1922
- Русская игрушка, 1925